# 青山正克
青山 正克（あおやま まさかつ、1971年3月29日 - ）は、茨城県出身の元社会人野球選手（内野手）、指導者、監督である。

## 来歴
土浦日大高時代は、1年次に夏の甲子園への出場を果たす。2年先輩の主将が慶大へ進む印出順彦であった（印出は2浪のため東京六大学では同期となった）。
高校卒業後は、法政大学では4年次にリーグ戦出場を果たすが控え選手であった。1年上に高村祐、諸積兼司、2年下に稲葉篤紀がいた。
大学卒業後は、岐阜県岐阜市に本拠地を置く社会人野球の昭和コンクリートに入団。当時、東海地区にあって後発ながらも進境著しい同社チームにあってショートのレギュラーの座を獲得、小柄ながらもパンチ力のあるクラッチヒッターとして活躍した。
2003年夏限りで、同社が野球部の活動を休止したことに伴って同県の西濃運輸に移籍したが、こちらでは目立った活躍を残せないまま1シーズンで戦力外となった。
その後、一光へ移籍。一光では、再び内野のレギュラーとなり、その一方で兼任コーチとして若手選手の育成に当たった。
2007年限りで、一光が廃部になったのを期に現役を引退。
2008年からは、愛知産業大学の野球部で監督を務める（星野奏真の後任）。

## 主な表彰
- 都市対抗野球本大会10年連続出場（2005年）